# Ignitron

(1) Anode, (2) Cathode, (3) Igniter, (4) Mercure, (5) Isolateur céramique, (6) Fluide de réfrigération

Un ignitron est un dispositif électronique utilisé pour redresser le courant alternatif. Il a été inventé en 1930 par Joseph Slepian, alors employé à Westinghouse. Ce composant a notamment été utilisé dans les premières locomotives électriques alimentées en 25 kV 50 Hz (BB 12000).

## Fonctionnement
La conduction ne peut être amorcée que lorsque le dispositif se trouve polarisé dans le sens passant (polarité positive sur l'anode).
Le courant injecté dans l'igniter en venant de la polarité de l'anode, est de l'ordre d'une vingtaine d'ampères limité par la résistance de contact igniter > mercure et dure une cinquantaine de microsecondes en moyenne (le temps d'amorçage).
Il provoque la vaporisation d'une infime partie du mercure constituant la cathode de l'ignitron.
La conduction se produit au travers de cette vapeur de mercure, et ne sera interrompue que par coupure de la tension, ce qui arrive sur un réseau alternatif, à la demi-période suivante.
Pendant la conduction, la tension aux bornes du dispositif est de l'ordre de vingt volts, avec des courants de l'ordre du millier d'ampères ; on comprend pourquoi il est nécessaire de refroidir par circulation de liquide.